# ミシシッピチズガメ
ミシシッピチズガメ（Graptemys kohnii）は、爬虫綱カメ目ヌマガメ科チズガメ属に分類されるカメ。生態系被害防止外来種。別名ミシシッピニセチズガメ。

## 分布
アメリカ合衆国（ミシシッピ川下流域）

## 形態
最大甲長25cm。オスよりもメスの方が大型になる。縁甲板の後部は鋸状に尖る。
幼体の椎甲板には棘状の突起があり腹甲には等高線のような筋模様が入るが、成長するにつれて突起は滑らかになり腹甲の模様は消失する。腹甲の筋模様はニセチズガメに比べ明瞭。
頭部には白やクリーム色の細かい筋模様が入り、眼の後部から下部にかけて斑紋がある。虹彩は白か灰色で、チズガメ属では本種のみ虹彩に黒い帯模様が入らない。成体のオスは前足の爪が長く伸びる。
ニセチズガメは本種に近縁とされ、本種をニセチズガメの亜種とする説もある。

## 生態
主に大型の河川に生息するが、河川の近くにある湖沼にも生息する。河川などの流水を好むチズガメには珍しく止水でも生活する。水棲傾向が強いが、倒木や岩に登り日光浴を行うことも好む。日光浴中に驚くと水中に滑るようにして飛びこんで逃げる。
食性は動物食傾向の強い雑食で、魚類、昆虫類、甲殻類、貝類、チズガメとしては珍しく水草等の植物質もよく食べる。貝類を主食する同属他種がいない環境では貝類を食べる割合が大きくなる。（特に成体のメス）
繁殖形態は卵生で、水辺の地面に穴を掘って年に2、3回に分けて卵を産む。

## 人間との関係
開発による生息地の破壊や、ペット用の採集により野生個体の生息数は減少している。
2006年にチズガメ属がワシントン条約附属書IIIに記載されアメリカ合衆国からの輸出は制限されているが、人工飼育下での繁殖個体が安価に流通している。